# Паладин
Палади́н (лат. palātīnus, букв. «дворцовый») — название высших придворных, военных и гражданских чинов при дворе римских и византийских императоров; рыцарь из высшего сословия, преданный какой-либо идее или какому-либо человеку.

## Классический образ
В средневековой западно-европейской литературе паладинами называли сподвижников франкского императора Карла Великого и легендарного вождя бриттов короля Артура. Все рыцари Круглого стола назывались паладинами.
Известные паладины Карла Великого:
- Жерин (Gerin)
- Айвен (Iven), Ивейном (Yvein), Овейн, Ивейн Великий, Увейн, также известный под прозвищем Рыцарь Льва
- Герайнт, возможно Жерин (Gerin)
- Обри де Гатинэ, граф Орлеана
- Роланд
- Астольф
- Хольгер Датчанин

Позднее так стали называть любого рыцаря обладающего всеми рыцарскими доблестями, преданного христианской вере, своему государю или даме, и готового пожертвовать за них своей жизнью. Так, в конце XIX в. немецкий литератор, художник и композитор Бруно Гарлепп (1845–1916) написал целую серию книг «Паладины императора Вильгельма I», включавшую биографические очерки Отто фон Бисмарка, Гельмута фон Мольтке, Альбрехта фон Роона и других императорских приближённых.

## В современной культуре

Паладин из компьютерной игры «Heroes of Might and Magic 6»

### В фэнтези
В компьютерных и настольных играх, а также в литературных произведениях паладином называется рыцарь, иногда имеющий сюзерена. Часто обладает магическими возможностями, даруемыми ему божественными (святыми) силами; как правило, он следует идеалам добра и сражается с силами Тьмы, нежитью и т. п. Истово верующий паладин способен молитвой добиться помощи божества. Так, в механике D&D паладину доступны некоторые заклинания и способности, схожие с арсеналом добрых жрецов. Часто паладином является человек королевских кровей. Доспехи и оружие паладина обычно имеют специфический внешний вид, более качественно изготовлены, имеют различные узоры, символы и руны. В некоторых играх паладином может стать человек, свершивший какое-либо героическое деяние (Gothic II).
Существуют разные взгляды на то, какими должны быть убеждения паладина. Например, классический паладин D&D следует идеалам закона и добра, но в каждом мировоззрении существует своя разновидность воина-идеалиста.
Из-за популяризации образа слово «паладин» вошло в разговорную речь и может употребляться в значении «одержимый идеями справедливости, добра и (или) святости».

### Прочее
- В серии «Fate/stay night» персонаж Астольфо появляется как воплощение одного из паладинов.

- В японском сериале Blue Exorcist паладин фигурирует как высшее звание в иерархии экзорцистов.
- В фильме «Телепорт» паладины — это тайный орден охотников на людей со сверхспособностями.
- Также паладины фигурируют в сериалах «Сплит» и «Эврика».
- «Паладин» — модификация американской САУ М109 (M109A6 «Paladin»).
- Паладины присутствуют во многих ролевых и стратегических играх (в том числе как доступный для игры класс персонажей).
- Российская пауэр-метал-группа «Эпидемия» в 2021 году презентовала песню "Паладин"